# Karolina Jarzyńska-Nadolska
Karolina Jarzyńska-Nadolska (* 6. September 1981 in Oleśnica) ist eine polnische Mittel- und Langstreckenläuferin.

## Karriere
Jarzyńska-Nadolska nahm 2012 erstmals an den Olympischen Sommerspielen teil. Sie erreichte im Marathon den 36. Platz. 2013 beendete sie den 10.000-Meter-Lauf bei den Leichtathletik-Weltmeisterschaften 2013 auf dem 15. Rang. Bei den Olympischen Sommerspielen 2020 in Tokio erreichte sie im Marathon den 14. Platz.
Sie hält den polnischen Rekord im 10.000-Meter-Lauf, im 10-km-Straßenlauf und im Halbmarathon.

## Persönliche Bestleistungen
- 1500 m: 3:17,38 min, 2. August 2009, Bydgoszcz
- 3000 m: 9:02,23 min, 9. Juni 2010, Huelva
- 5000 m: 15:25,52 min, 8. Juni 2013, Portland
- 10.000 m: 31:43,51 min, 27. Juni 2013, Ostrava (Polnischer Rekord)
- 10 km Straße: 32:08 min, 12. Januar 2020, Valencia (Polnischer Rekord)
- 10 Meilen: 53:52 min, 5. November 2017, Pittsburgh
- Halbmarathon: 1:09:18 h, 17. Oktober 2021, Poznań (Polnischer Rekord)
- Marathon: 2:26:31 h, 26. Januar 2014, Osaka